# 黄慎墓
黄慎墓，位于中国福建省宁化县翠江镇北郊，为一个省级文物保护单位，类型为古墓葬，为第三批福建省文物保护单位，公布时间为1991年4月17日。
黄慎墓的历史年代为清。